# 皇集乡
皇集乡，是中华人民共和国河南省商丘市柘城县下辖的一个乡镇级行政单位。

## 行政区划
皇集乡下辖以下地区：
皇集村、杨集村、天门村、李庄村、王克仁村、崔庄村、易周村、罗李村、中王村、胡庄村、张集村、如意村、孔楼村和军胡村。